# Mason, England
Mason var en civil parish från 1866 till 1955 då den blev en del av Dinnington och Brunswick, i grevskapet Northumberland (nu Tyne and Wear), i England. Denna civil parish var belägen 9 km från Newcastle upon Tyne och hade 1 141 invånare år 1951.